# Mohammad Alavi
Seyed Mohammad Alavi (en persa: سید محمد علوی‎; Kashan, Irán, 29 de enero de 1982) es un exfutbolista iraní que jugaba en la posición de centrocampista.

## Clubes
| Club                       | País | Año       |
| -------------------------- | ---- | --------- |
| Foolad FC                  | Irán | 2002-2007 |
| PAS Hamedan FC             | Irán | 2007-2008 |
| Persépolis Football Club   | Irán | 2008-2009 |
| PAS Hamedan FC (cedido)    | Irán | 2009      |
| Foolad FC                  | Irán | 2009-2010 |
| Gostaresh Foulad F.C.      | Irán | 2010-2011 |
| Machine Sazi Football Club | Irán | 2011-2012 |
| PAS Hamedan FC             | Irán | 2012      |